# Municipio de Jennings (condado de Crawford)
El municipio de Jennings (en inglés, Jennings Township) es un municipio del condado de Crawford, Indiana, Estados Unidos. Tiene una población estimada, a mediados de 2023, de 1450 habitantes.

## Geografía
Está ubicado en las coordenadas 38°14′23″N 86°21′01″O / 38.23972, -86.35028 (38.23961, -86.350266). Según la Oficina del Censo, tiene una superficie total de 116.8 km², de los cuales 116.3 km² corresponden a tierra firme y 0.5 km² están cubiertos de agua.

## Demografía
Según el censo de 2020, en ese momento había 1458 personas residiendo en la zona. La densidad de población era de 13 hab./km². El 95.61% de los habitantes eran blancos, el 0.62% eran amerindios, el 0.14% eran asiáticos, el 0.82% eran de otras razas y el 2.81% eran de una mezcla de razas. Del total de la población, el 1.92% eran hispanos o latinos de cualquier raza.